# Бјут дес Мортс (Висконсин)
Бјут дес Мортс (енгл. Butte des Morts) насељено је место без административног статуса у америчкој савезној држави Висконсин.

## Демографија
По попису из 2010. године број становника је 962.
| Група             | 2000.    | 2010.       |
| Белци             | 0 (0,0%) | 937 (97,4%) |
| Афроамериканци    | 0 (0,0%) | 5 (0,5%)    |
| Азијати           | 0 (0,0%) | 2 (0,2%)    |
| Хиспаноамериканци | 0 (0,0%) | 10 (1,0%)   |
| Укупно            | 0        | 962         |